# Румеї
Руме́ї (румейськ. руме́юс, від дав.-гр. Ῥωμαῖος — римлянин, візантієць) — одна з двох етнолінгвістічних груп надазовських греків.
На відміну від урумів — носіїв тюркських діалектів, румеї розмовляють румейською мовою, що походить від середньовічної грецької мови Візантії і погано зрозуміла жителям сучасної Греції.
Мовознавець Олена Всеволодівна Перехвальська відзначає, що для румеїв на сучасному етапі домінуючою мовою — письмовою та мовою спілкування на виробництві, у школі та в громадських місцях є російська мова, і спілкуючись своєю етнічною мовою носій румейської не може вийти за вузькі рамки повсякденних тем. Загалом румейська мова функціонує і, відповідно, передається виключно як мова діалогічної мови. Дослідниця припускає, що румейська мова передається і запам'ятовується як набір формул «питання = відповідь», які спочатку запам'ятовуються як цілісні кліше. Саме з цим пов'язаний той факт, що більшості інформантів під час польових досліджень було важко перекладати окремі лексеми — їм доводилось відтворювати цілі фрази, які включають у себе дану лексему, і тільки після цього вони називали необхідне слово.

## Видатні особистості
- Василь Бахтаров — румейський поет і перекладач.
- Василь Галла — румейський поет.
- Георгій Костоправ — репресований поет і перекладач, засновник літератури греків України.
- Донат Патріча — румейський і український поет, композитор, перекладач з грецької мови, заслужений працівник культури України.
- Кір'яков Леонтій— румейський поет.
- Феоктист Хартахай  — педагог, історик, етнограф, засновник перших середніх навчальних закладів у Маріупольському повіті
- Шапурма Антон — румейський поет і перекладач, член Спілки письменників України.